# Pavel Haninec
Pavel Haninec (* 29. března 1958 Praha) je český lékař specializující se v oboru neurochirurgie, od října 2000 přednosta Neurochirurgické kliniky 3. LF UK a Fakultní nemocnice Královské Vinohrady v Praze. V období 2003–2010 byl proděkanem 3. lékařské fakulty Univerzity Karlovy.
Dříve působil na Neurochirurgické klinice Ústřední vojenské nemocnice Praha. 15. května 2002 byl jmenován profesorem chirurgie na Univerzitě Karlově v Praze.